# Dysaphis ramani
Dysaphis ramani är en insektsart. Dysaphis ramani ingår i släktet Dysaphis och familjen långrörsbladlöss. Inga underarter finns listade i Catalogue of Life.